# Kaltensundheim
Kaltensundheim är en ortsteil i staden Kaltennordheim i Landkreis Schmalkalden-Meiningen i förbundslandet Thüringen i Tyskland. Kaltensundheim var en kommun fram till 1 januari 2019 när den uppgick i Kaltennordheim. Kommunen Kaltensundheim hade 795 invånare 2018.